# 施皮茨毛爾山
47°41′48″N 14°3′42.2″E / 47.69667°N 14.061722°E

施皮茨毛爾山（德語：Spitzmauer），是奧地利的山峰，位於該國北部，由上奧地利州負責管轄，屬於托特斯山脈的一部分，距離大普里爾峰2.2公里，海拔高度1,933米，每年平均降雨量1,578毫米。